# Ленина (Хойникский район)
Ленина (бел. Леніна; до 1940 года — Смолов) — упразднённый посёлок в Хойникском районе Гомельской области Беларуси. Входил в состав Стреличевского сельсовета.
В связи с радиационным загрязнением после катастрофы на Чернобыльской АЭС жители (36 семей) переселены в чистые места.

## География

### Расположение
В 9 км на юго-запад от районного центра и железнодорожной станции Хойники (на ветке Василевичи — Хойники от линии Гомель — Калинковичи), в 112 км от Гомеля.

## Транспортная сеть
Рядом автодорога Довляды — Хойники. Планировка состоит из чуть изогнутой меридиональной улицы, застроенной двусторонне деревянными усадьбами.

## История
Основан в начале XX века переселенцами из соседних деревень. Наиболее активная застройка приходится на 1920-е годы. В 1931 году жители вступили в колхоз. Согласно переписи 1959 года входил в состав совхоза «Стреличево» (центр — деревня Стреличево). Размещался участок Мозырского лесхоза.
С 29 ноября 2005 года исключён из данных по учёту административно-территориальных и территориальных единиц.

## Население

### Численность
- 2004 год — жителей нет.

### Динамика
- 1930 год — 23 двора, 132 жителя.
- 1959 год — 320 жителей (согласно переписи).
- 2004 год — жителей нет.